# Barney Gumble
Barnard "Barney" Gumble  és un personatge de la sèrie animada Els Simpson. La seva veu original és feta per Dan Castellaneta.

## Informació general
Barney Gumble és la satirització del típic alcohòlic que passa gairebé tot el dia bevent. La seva veu és bastant grotesca producte del seu alcoholisme. Passa bona part de la seva vida a la Taverna de Moe on de vegades s'ha quedat adormit producte de la borratxera. La seva llar és un departament brut i molt poc moblat.
Barney és meitat polonès i meitat noruec. El seu pare, Arnie Gumble va morir el 1979 en un accident durant una desfilada al costat de Sheldon Skinner, Iggy Wiggum, Etch Westgrin, Charles Montgomery Burns i Griff McDonald, tots pertanyents als Hellfish (peixos de l'infern), l'esquadró més bel·licós de la segona companyia més bel·licosera de la Segona Guerra Mundial comandats per Abraham Simpson, pare de Homer Simpson. La seva mare, de qui mai es comenta el seu nom, és emprada del Govern dels EUA com a comandant del lloctinent.

### Personalitats
Barney té molta predisposició per a ajudar els altres, com per exemple a l'episodi $pringfield (Or, How I Learned to Stop Worrying and Love Legalized Gambling) quan Marge Simpson estava completament abstreta jugant a una màquina, Maggie s'escapa pel Casino i Barney la troba just abans que l'ataqués un tigre de circ i la torna a Marge tot dient-li: "Marge, tingues més cura que un cavall ha estat a punt de mossegar el teu fill Bart". En un altre episodi quan Moe incendia la seva taverna per a cobrar els diners de l'assegurança i tant ell com Homer Simpson es desmaien al bar i Barney els salva (no sense abans haver posat fora de perill dos barrils i dos paquets de cervesa).
Al capítol Mr. Plow, en què Homer compra un llevaneu i comença el seu propi negoci, veiem que Barney ràpidament nota que és bon treball, comprant-se la seva pròpia i fa el mateix treball però sota el nom de Plow King. Barney li pren tots els clients a Homer sense importar-li que sigui un dels seus millors (i únics) amics.

### Talent
D'altra banda Barney (igual que diversos personatges de la sèrie) és tot una incògnita, de primera impressió un podria pensar que no té cap talent especial, però en la temporada 5 a l'episodi Homer's Barbershop Quartet aquesta idea queda totalment refutada. En aquest episodi Homer conta a Bart i Lisa la història del seu grup anomenat The Be Sharps en el qual un dels integrants (i el de millor veu) era Barney, que fou integrat al grup després que el cap de policia Clancy Wiggum fos expulsat del grup. Barney fou descobert en la taverna mentre cantava en el sòl del bany buscant una moneda. Aquest talent es reafirma en l'episodi A Star is Burns quan presenta un curt que tracta sobre la seva borratxera, el jurat queda impressionat perquè era realment una obra d'art
L'episodi en què Homer era artista, aquest li paga a Moe amb un autògraf i, veient això, Barney li diu a Moe que si li pot pagar amb un dibuix, però Moe es nega. Quan es mostra el dibuix s'observa que era una veritable obra d'art.

### Cervesa
L'origen del seu alcoholisme és bastant difús al principi i a mesura que es crearen més episodis es donaren diverses teories. En les primeres temporades no es parlava del tema, però després en un episodi Homer li diu a Barney que ell és el seu millor amic, i en aquest moment apareix una imatge del passat en què se'ls veu a ambdós d'adolescents a punt d'ingressar a la Universitat Harvard. Mentre compartien l'habitació Homer li dona una cervesa perquè Barney la provi, en un començament no volia però després va accedir dient "Bé, però només un glop". Finalment es begué tota la llauna i a partir d'aquí (almenys segons aquesta versió) va començar la malaltia de Barney. Una altra versió és degut al fet que la seva promesa el deixa per anar-se de la ciutat a estudiar periodisme. En altre episodi es mostra que el pare de Barney també era alcohòlic i després de la seva mort Barney es va llançar a la beguda.

### Sobrietat
A l'episodi Days of Wine and D'oh'ses de la temporada 11, Moe li regala un curs per a ser pilot d'helicòpter pensant que no l'anava a fer donada la seva malaltia. Barney acudeix a Alcohòlics Anònims i deixa enrere la cervesa. Pel fet d'aprendre a pilotar helicòpters va poder, al costat de Homer, salvar a Bart i Llisa d'un incendi forestal. Finalitzant la temporada 15 torna al seu estat original d'alcohòlic, no obstant això a la temporada 16 torna als controls del seu helicòpter totalment sobri, però després torna a la cervesa. Les constants anades i vingudes de la seva malaltia mostren clarament la seva voluntat per superar-se.

## Feines
Les feines de Barney foren:
- Treballar al costat del seu oncle Al Gumble a la bolera Bowl-a-Rama.
- Mariner.
- Conductor de llevaneu Plow King.
- Astronauta, juntament amb Homer.
- Emprovador de productes rars.
- Promotor d'una botiga de roba de nadons, feina que ocupava vestit només amb un bolquer.
- Va treballar en altres botigues.

## Curiositats
- Segons Matt Groening el nom "Barney Gumble" és una paròdia del nom "Barney Rubble", l'amic d'en Fred Picapedra de la sèrie Els Picapedra.
- Se l'ha vist prenent estranys líquids com vernís i fluid de frens sense efecte secundari aparent. Potser a causa de la seva resistència a l'alcohol.
- A la taverna de Moe es va barallar amb Joe Frazier amb qui va acabar perdent. Però en un altre episodi va guanyar a Wade Boggs després d'una discussió sobre qui va ser el millor primer ministre d'Anglaterra: Boggs preferia a Pitt the Elder i Barney a Lord Palmerston.
- En el primer episodi de la sèrie moderna Simpsons Roasting on an Open Fire quan Barney treballava en la botiga Santa li va donar un consell a Homer sobre quin gos triar en la carrera.
- Matt Groening va dir que en el guió original, Barney anava a ser el veí de junt d'Homer.
- Regularment fa aportaments al banc d'esperma de Springfield.